# Supercopa espanyola d'hoquei sobre patins masculina 2004-2005
L'edició 2003-2004 de la Supercopa espanyola d'hoquei patins masculina es disputà el 14 i 24 de febrer de 2005 en partit d'anada i tornada. La copa enfrontà el vencedor de la Lliga espanyola, el FC Barcelona Excelent contra el vencedor de la Copa espanyola, el Liceo Vodafone.

## Resultat
| 14 de febrer de 2005                                          |     |                |                 |
| FC Barcelona Excelent                                         | 7-3 | Liceo Vodafone | Palau Blaugrana |
| Borregán (2) López (2) D. Páez (1) Masoliver (1) Panadero (1) |     | J. Bargalló    | Palau Blaugrana |

| 24 de febrer de 2005 |     |                        |                           |
| Liceo Vodafone       | 2-2 | FC Barcelona Excelent  | Palau d'Esports de Riazor |
| Alen                 |     | Borregán (1) López (1) | Palau d'Esports de Riazor |

| Campió FC BARCELONA EXCELENT |